# Yann

## Étymologie
Pour les articles ayant des titres homophones, voir Ian et Yanne.
Yann (prononciation traditionnelle « Yan-n » [jɑ̃n] cf. lann) est un prénom breton mixte, équivalent au prénom Jean en français (voir ce prénom).

## Variantes
Très nombreuses variantes masculines : Yan, Yanaël, Yane, Yaneck, Yanel, Yani, Yanic, Yannaël, Yanne, Yanneck, Yanni, Yannic, Yannick, Yannig, Yannik, Yanny, Ian, Iannig, Iaun, Jeannick.
Au féminin : Yana, Yanaëlle, Yanelle, Yanna, Yannaëlle, Yannicke, Yannie, Janig, Janik, Jann, Jannedig, Jannet, Yannez et prénoms mixtes Yan, Yannick, Yannique.

## Personnes portant ce prénom
- Yann, scénariste de bande dessinée français
- Yann Aguila, conseiller d'État et avocat
- Yann Algan, économiste français
- Yann Andréa, écrivain français
- Yann Arthus-Bertrand , photographe, reporter, documentariste et écologiste français
- Yann Barthès, journaliste
- Yann Beuron, ténor français
- Yann Bonato, international français de basket-ball
- Yann Bouvier, auteur et historien français
- Yann Brekilien, magistrat français
- Yann Capet, homme politique français
- Yann Collette, acteur français
- Yann de l'Ecotais, écrivain et journaliste français
- Yann Kersalé, plasticien français
- Yann Le Bohec, historien français
- Yann Le Cun, chercheur français en intelligence artificielle
- Yann Gael, acteur franco-camerounais
- Yann Galut, homme politique et avocat français
- Yann Le Guennec, plasticien breton, pionnier du net art
- Yann Le Pennetier, dit Yann, scénariste de bande dessinée
- Yann Le Pen, fille de Jean-Marie Le Pen et mère de Marion Maréchal-Le Pen
- Yann M'Vila, footballeur international français
- Yann Martel, écrivain canadien
- Yann Moix, écrivain français
- Yann Moulier-Boutang, économiste et essayiste français, fils de Pierre Boutang et frère de Pierre-André Boutang
- Yann-Antony Noghès, journaliste et producteur de télévision français
- Yann Perreau, chanteur québécois
- Yann Piat, femme politique française
- Yann-Ber Piriou, poète breton
- Yann Richard, iranologue français
- Yann Tiersen, musicien et compositeur français
- Yann Toma, artiste contemporain français

## Groupe musical
- Tri Yann, groupe de musique bretonne crée à Nantes en 1970 qui signifie "Les Trois-Jean" en référence aux prénoms de ses membres fondateurs (Jean-Louis, Jean-Paul et Jean).

## Littérature
- Yann, série de romans pour adolescents écrite par le danois Knud Meister.